# Kudrawka
Kudrawka – wieś w Polsce położona w województwie podlaskim, w powiecie sokólskim, w gminie Nowy Dwór.
W latach 1975–1998 miejscowość administracyjnie należała do województwa białostockiego.
W okolicach wsi znajdują się ruiny rozparcelowanego majątku ziemskiego rodziny Eynarowiczów, których groby znajdują się na cmentarzu parafialnym w pobliskim Nowym Dworze.
Wierni kościoła rzymskokatolickiego należą do parafii św. Jana Chrzciciela w Nowym Dworze lub do parafii Parafia Opatrzności Bożej w Siderce.